# St. Nikolaus (Espenschied)

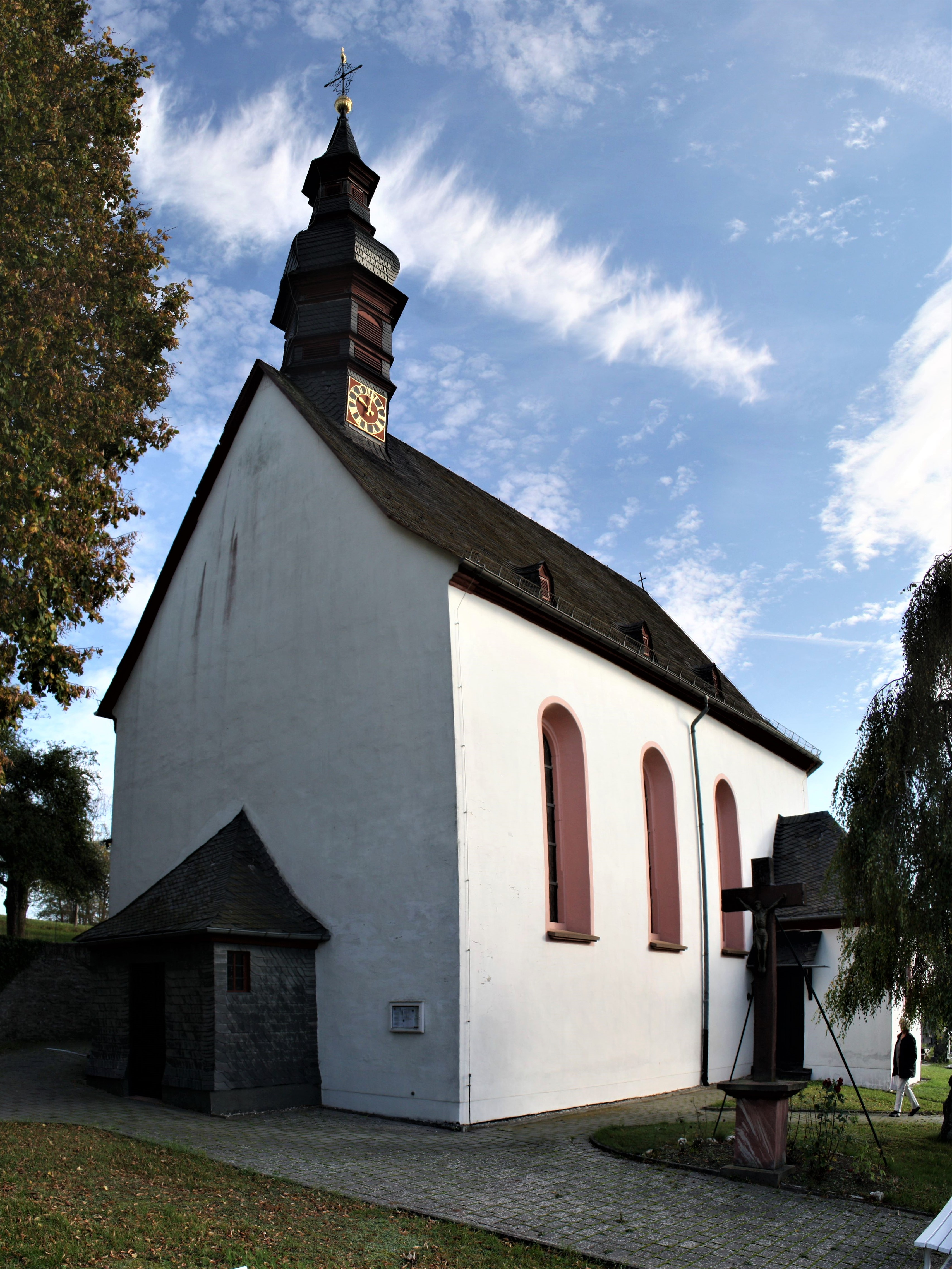
St. Nikolaus in Espenschied

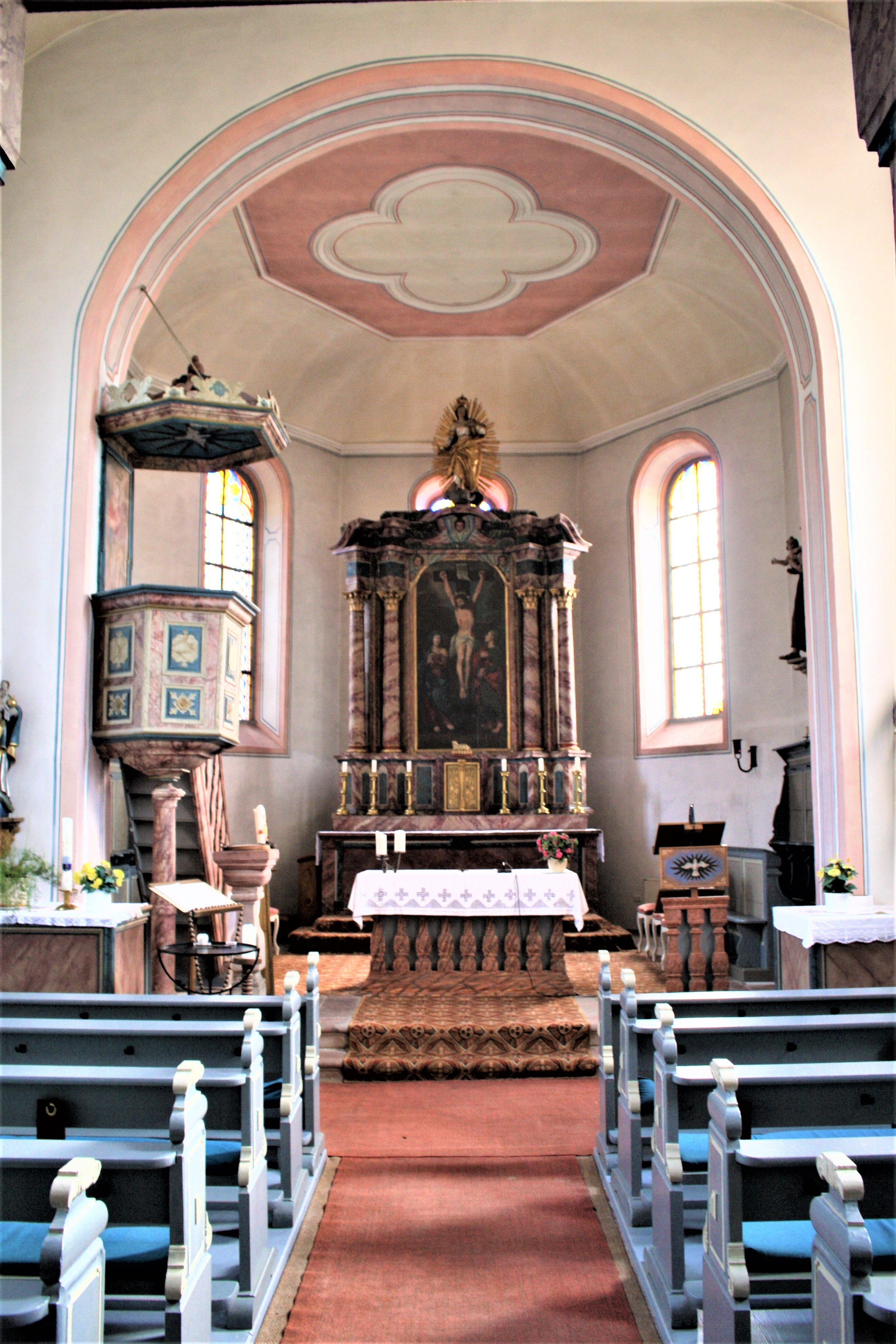
Chorraum der St.-Nikolaus-Kirche in Espenschied

Die katholische Sankt-Nikolaus-Kirche in Espenschied, einem Stadtteil von Lorch am Rhein, ist eine Filialkirche der Pfarrei Heilige Elisabeth von Schönau im Bistum Limburg. Pfarrkirche ist die ehemalige Klosterkirche des Klosters Schönau in Strüth. Neben Espenschied gehören noch die Kirchorte Dahlheim, Ehrenthal, Filsen, Holzhausen, Kamp-Bornhofen, Kaub, Kestert, Lykershausen, Nastätten, Osterspai, Prath, St. Goarshausen, Strüth, Wallfahrtskirche Bornhofen, Weisel und Wellmich zu der am 1. Januar 2018 gegründeten Pfarrei neuen Typs.

## Geschichte
Espenschied gehörte bis 1573 zur Mutterkirche in St. Martin in Lorch und wird danach als selbstständige Pfarrei bezeichnet. 1652/53 wurde eine St. Nikolauskapelle gebaut und von Klosters Schönau aus seelsorgerlich betreut. 1672 wurde Espenschied als Filiale der Pfarrei St. Katharina (Ransel) unterstellt. 1730 wurde eine Glocke von Christoph Roth aus Mainz gegossen. 1746 wurde die heutige, St. Nikolauskirche an Stelle der oben erwähnten Kapelle gebaut und 1748 konsekriert. In der zweiten Hälfte des 18. Jahrhunderts wurde die erste Orgel angeschafft. 1825 kam Espenschied als Filialkirche zu Kloster Schönau. 1881 wurden die Kirchenfenster erneuert. Eine Generalsanierung des Innenraumes erfolgte 1962/64 durch den verantwortlichen Restaurator Sucker aus Mainz. In diesem Zuge wurde auch eine neue Orgel angeschafft. 1967 schlug ein Blitz in den Glockenreiter und setzte ihn in Brand. Durch das beherzte Eingreifen der Feuerwehr konnte größerer Schaden vermieden werden.

## Architektur
Die St. Nikolauskirche erhebt sich auf dem höchsten Punkt von Espenschied, am nördlichen Dorfrand. Der dahinterliegende Kirchhof dient heute noch als Friedhof.
Bei dem Bauwerk von 1746 handelt es sich um einen schlichten rechteckigen Saalbau mit Fünfachtelschluss aus verputztem Bruchsteinmauerwerk mit Rundbogenfenstern. Das Schieferdach ist von einem Hauben - Dachreiter mit mehrfach unterteilter Laterne bekrönt. Südlich ist eine kleine rechteckige Sakristei  angebaut. Westlich, durch eine neuere Vorhalle, erfolgt der Zugang zum Haupteingang. Den Innenraum überspannt eine schlichte Muldendecke. Über dem Haupteingang befindet sich eine hölzerne Orgelempore. Der Chor ist durch einen eingezogenen runden Chorbogen vom Schiff getrennt.

## Ausstattung
Die originale Ausstattung, aus der Bauzeit der Kirche, mit Kanzel, Empore, Taufstein, Chorgestühl und Hochaltar, ist weitgehend erhalten.
- Hochaltar (1. viertel 18. Jh.) mit einem Ölbild: Kreuzigung (1655 signiert Rambold). Altarbekrönung: Immakulata im Strahlenkranz (Holz, Mitte 18. Jh. der Werkstatt von Martin Biterich zugeschrieben)
- 2 Figuren an den Saalwänden: hl. Nikolaus u. hl. Johannes von Nepomuk (Holz, Mitte 18. Jh., ebenfalls der Werkstatt von  Martin Biterich zugeschrieben).
- 2 schlichte Seitenaltäre: links Muttergottes auf Weltkugel mit Schlange, rechts hl. Josef.  (Beide aus Holz, 2. Hälfte 18. Jh., Johann Georg Biterich (* 1724 oder 1729 in Mainz; † 1789 in Mainz) ein Sohn und Nachfolger von Martin Biterich)
- Hl. Antonius von Padua Figur im Chor
- Kleinere Bischofsfigur (Holz, 2. Hälfte 15. Jh.), unter der Empore, wahrscheinlich der Kirchenpatron Nikolaus aus der Vorgänger-Kapelle.
- Kanzel, Empore und 2 Chorstühle (Holz, Mitte 18. Jh.)
- Taufstein (Sandstein, 1663)

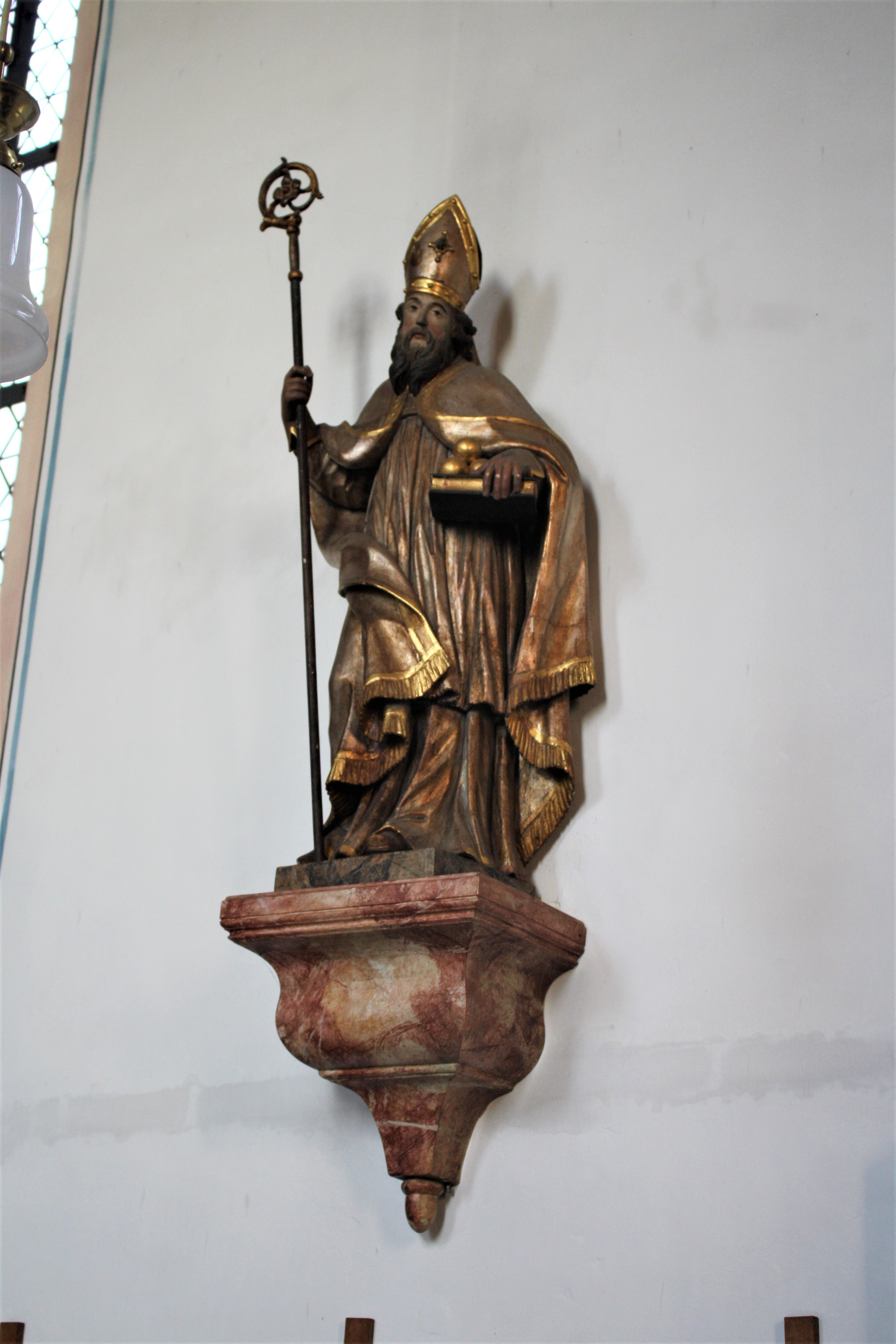
Figur des hl. Nikolaus
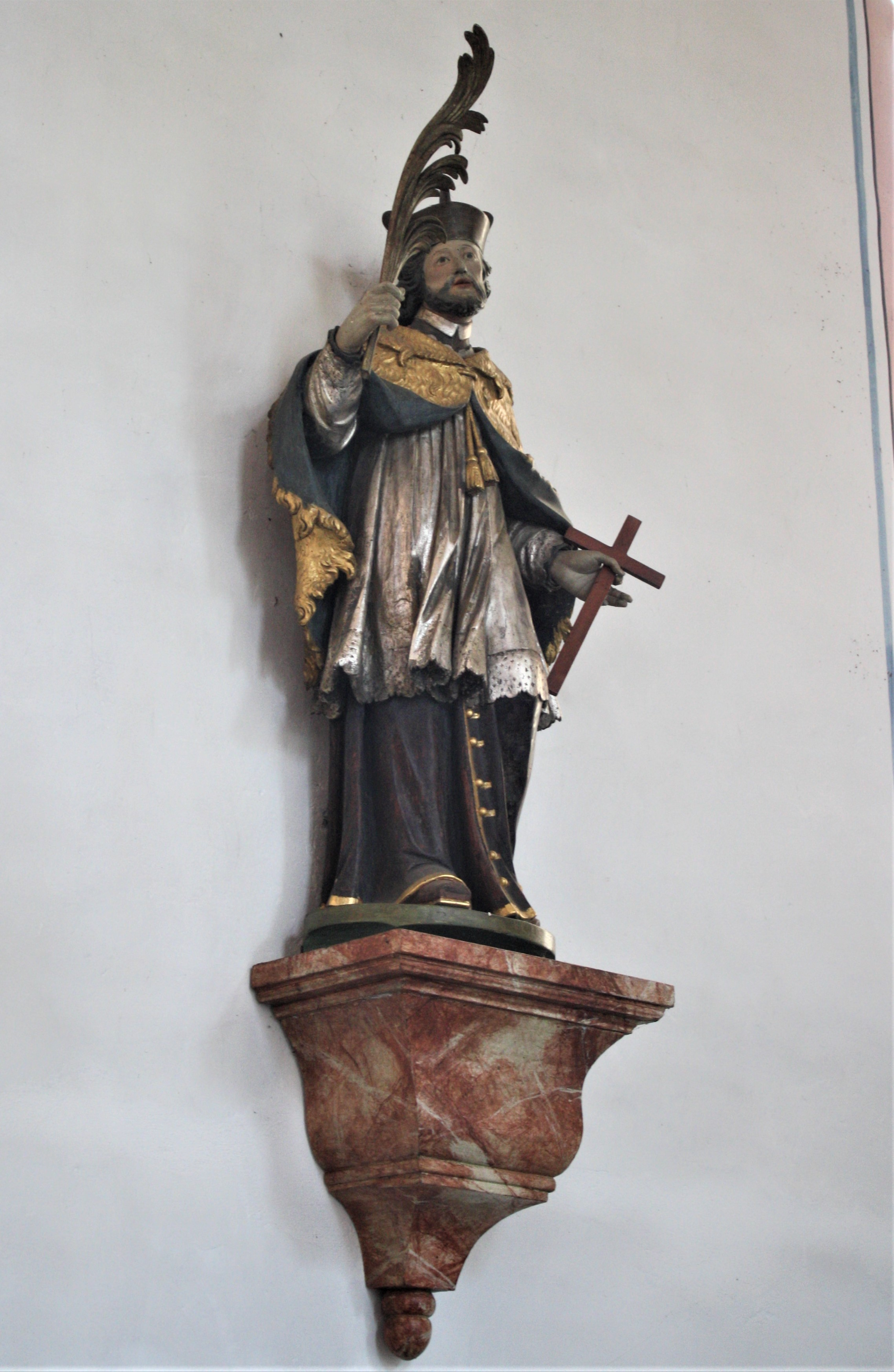
Figur des hl. Johannes v. Nepomuk
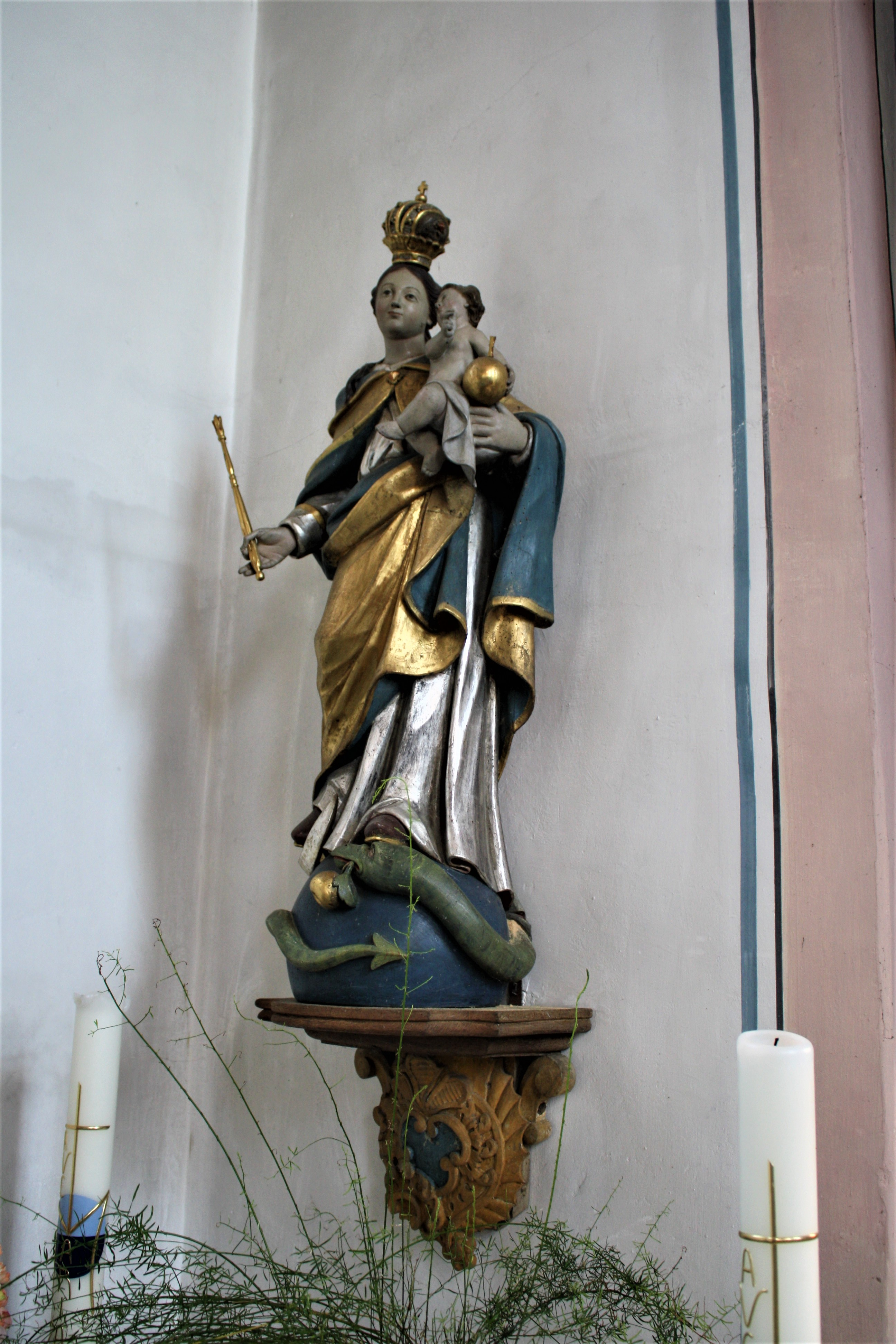
Figur der Muttergottes über dem linken Seitenaltar.
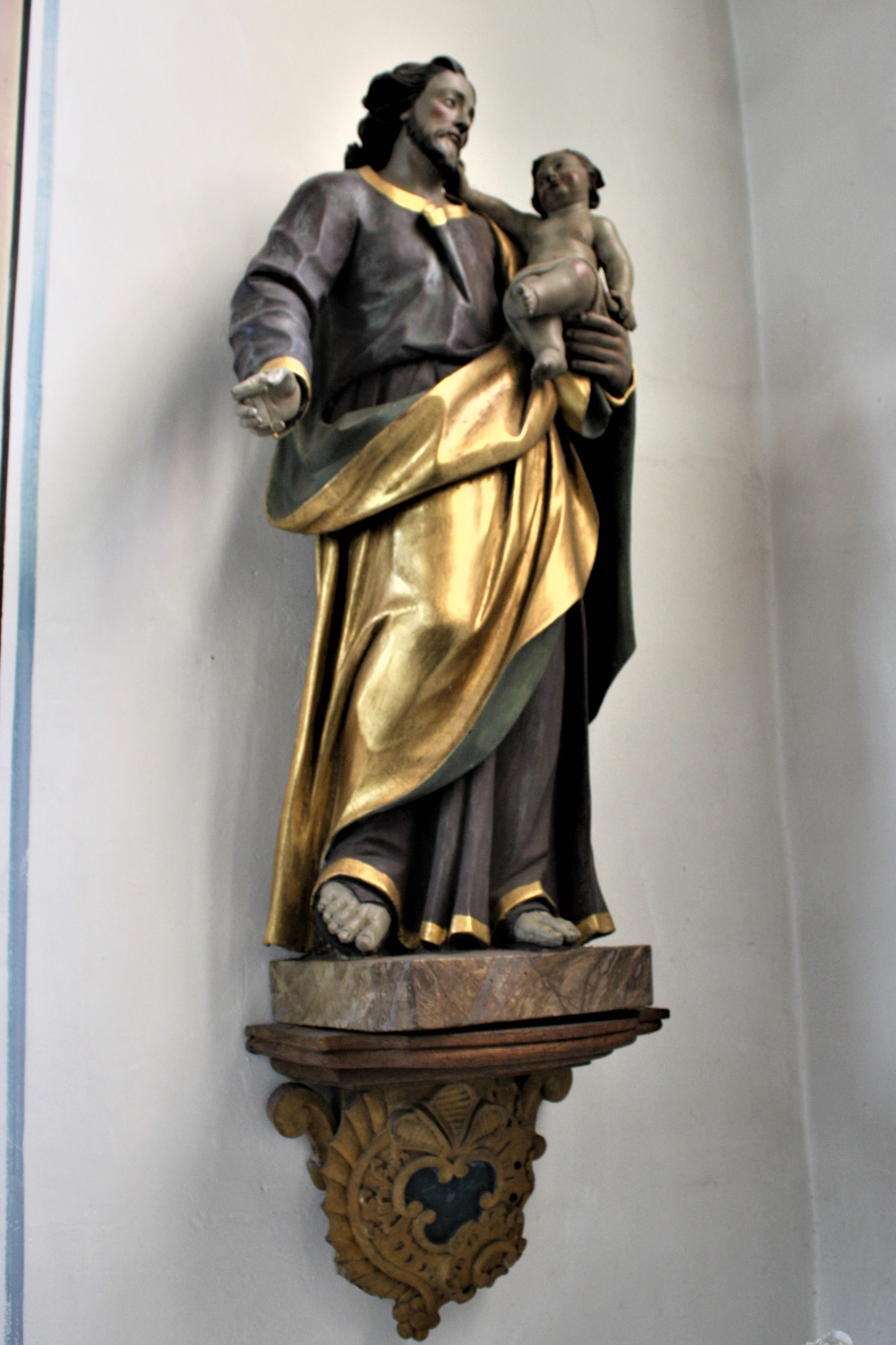
Figur des hl. Josef über dem rechten Seitenaltar.
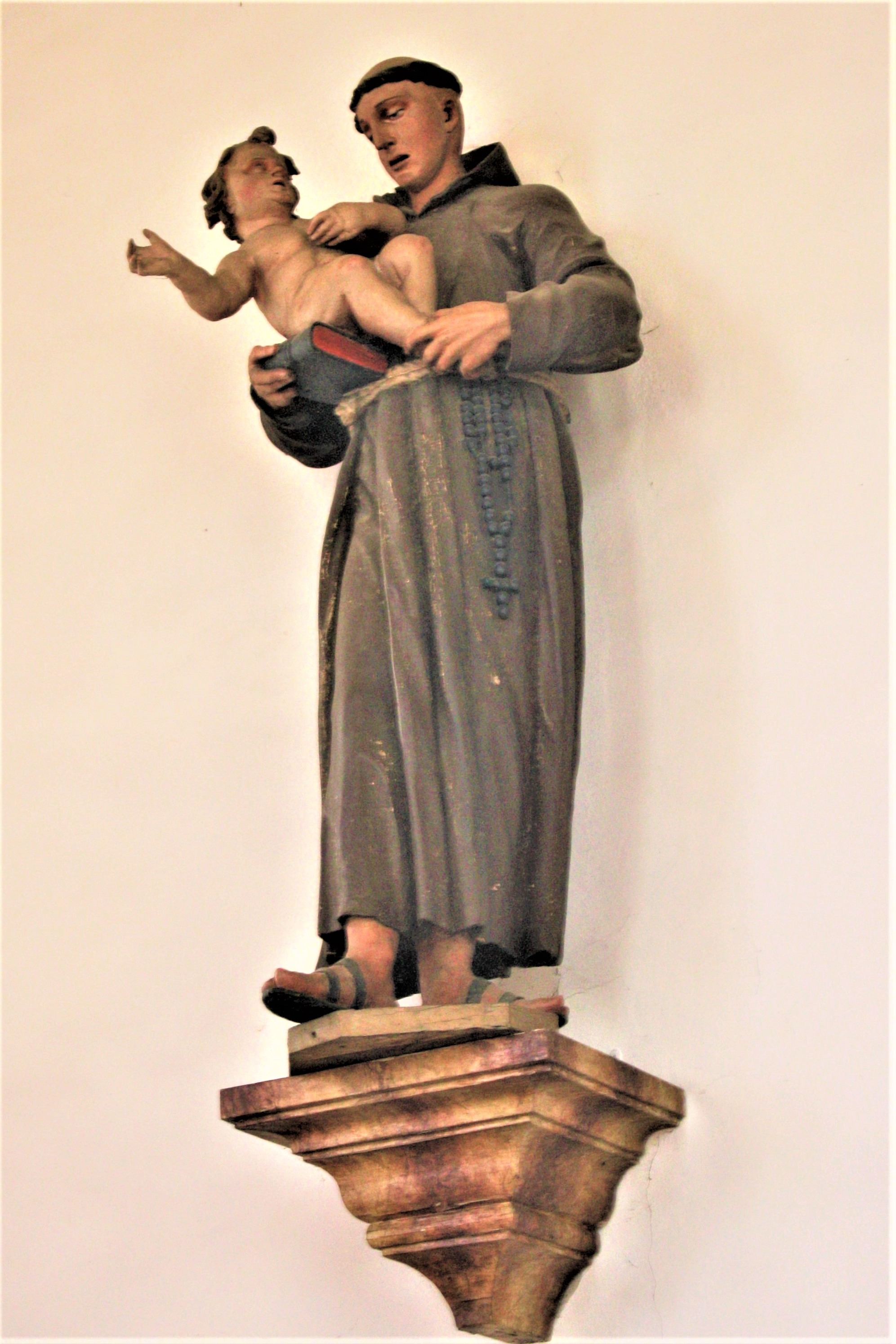
Figur des hl. Antonius von Padua im Chor.
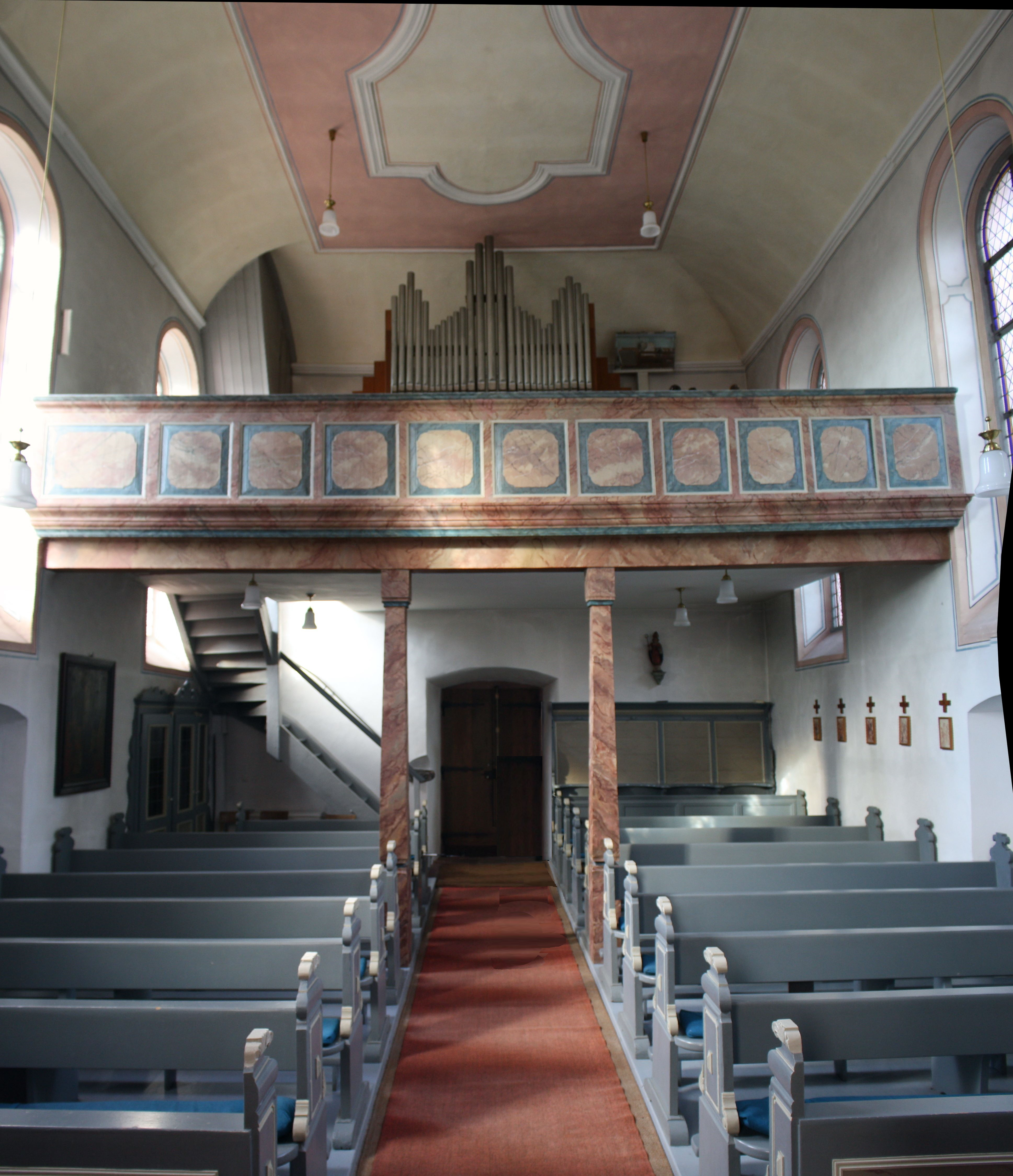
Haupteingang mit Orgelempore.
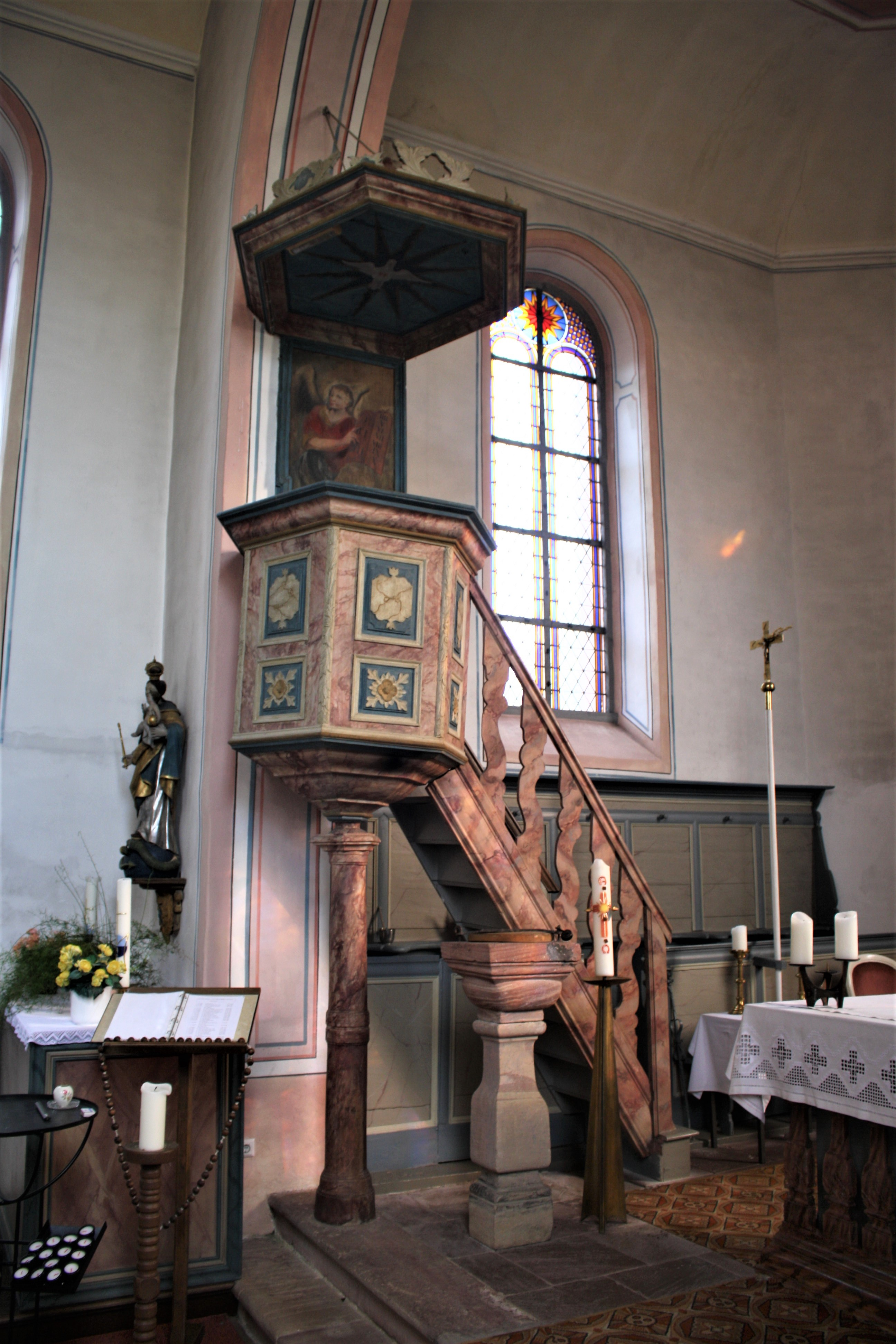
Kanzel mit Taufstein, links davor Marien-Seitenaltar, rechts dahinter Chorstuhl.
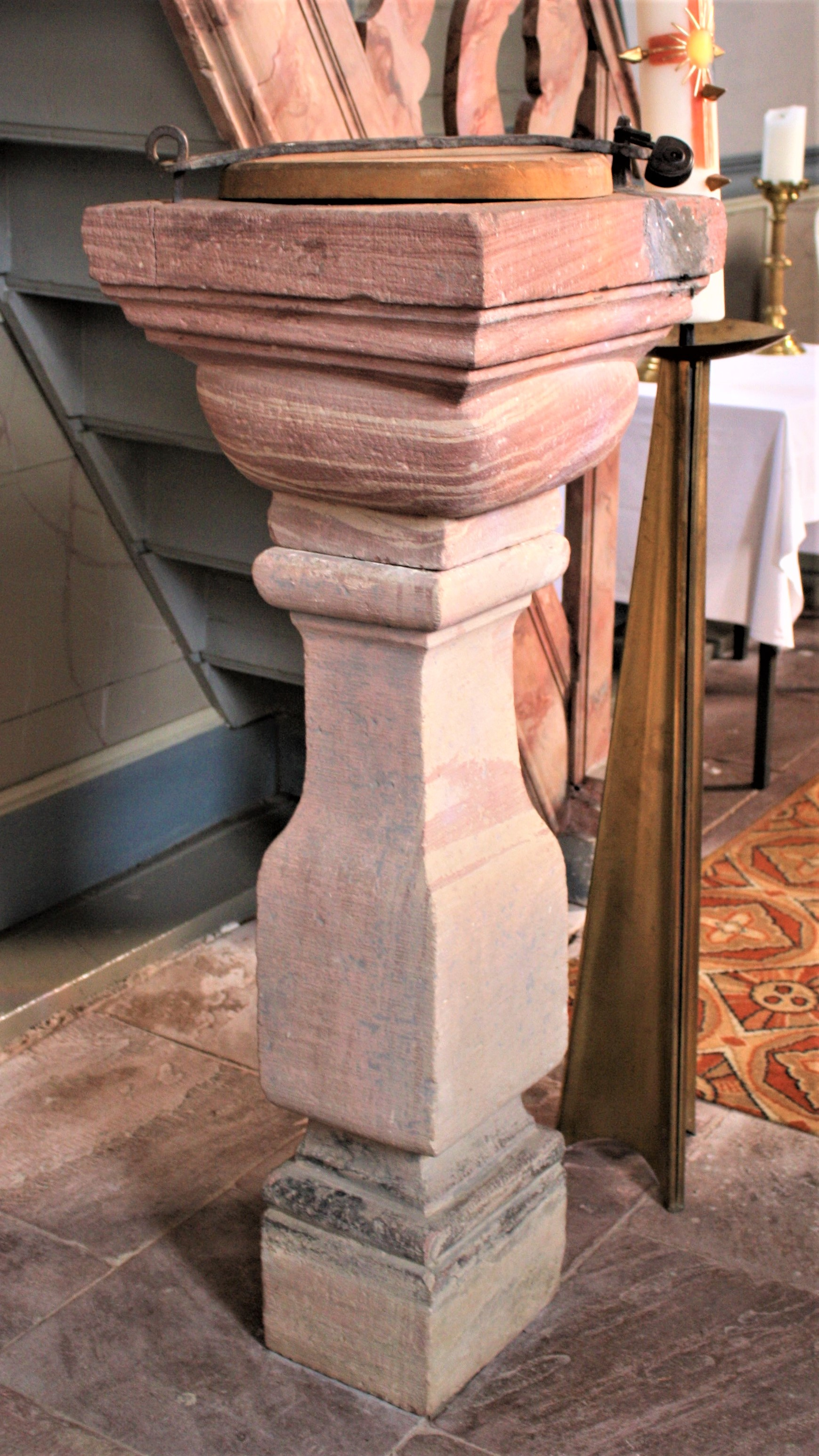
Taufstein von 1663 aus der Vorgänger-Kapelle

## Orgel
Die erste Orgel stammte aus der 2. Hälfte des 18. Jh. und wurde bei der Kirchenrenovierung 1964 durch eine neue, mit elektrischem Spieltisch, von der Orgelbau Firma Christian Gerhardt & Söhne aus Boppard am Rhein ersetzt. Die Elektrik wurde 2021 durch die Firma Hugo Mayer Orgelbau erneuert. Das Instrument hat 11 Register auf zwei Manualwerken und Pedal.
| I Manual |              |      |  |
| 1.       | Principal    | 8′   |  |
| 2.       | Weidenpfeife | 8′   |  |
| 3.       | Octave       | 4′   |  |
| 4.       | Quintadena   | 4′   |  |
| 5.       | Rauschpfeife | 2 f. |  |

| II Manual |                  |        |  |
| 6.        | Singend. Gedeckt | 8′     |  |
| 7.        | Blockflöte       | 4′     |  |
| 8.        | Piccolo          | 2′     |  |
| 9.        | Quinte           | 1 1/3′ |  |

| Pedal |             |     |  |
| 10.   | Subbass     | 16′ |  |
| 11.   | Gedacktbass | 8′  |  |

- Koppeln: Suboctave II/I, Man. koppel II/I, I/P, II/P[3]

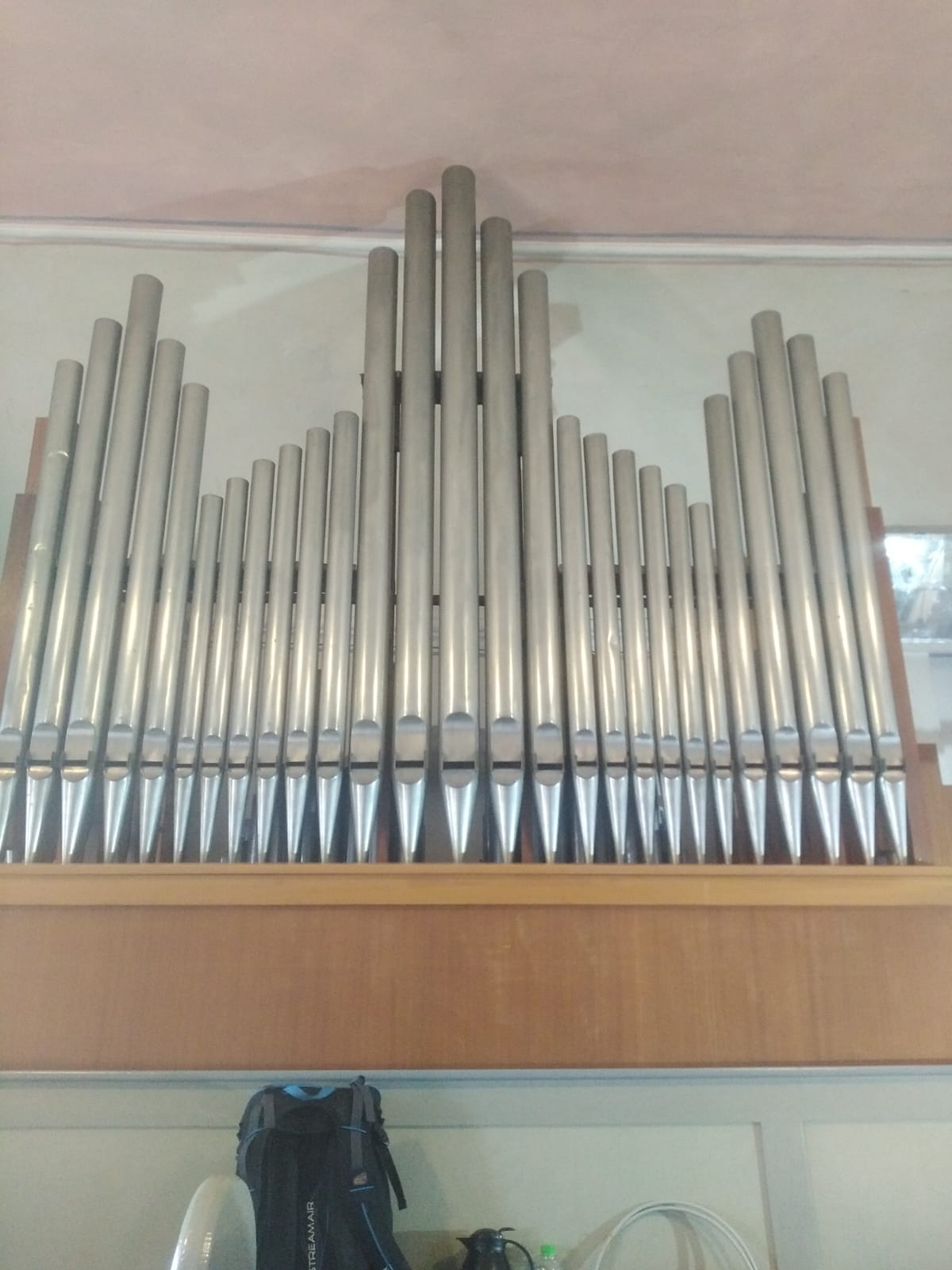
Gerhard-Orgel von 1964
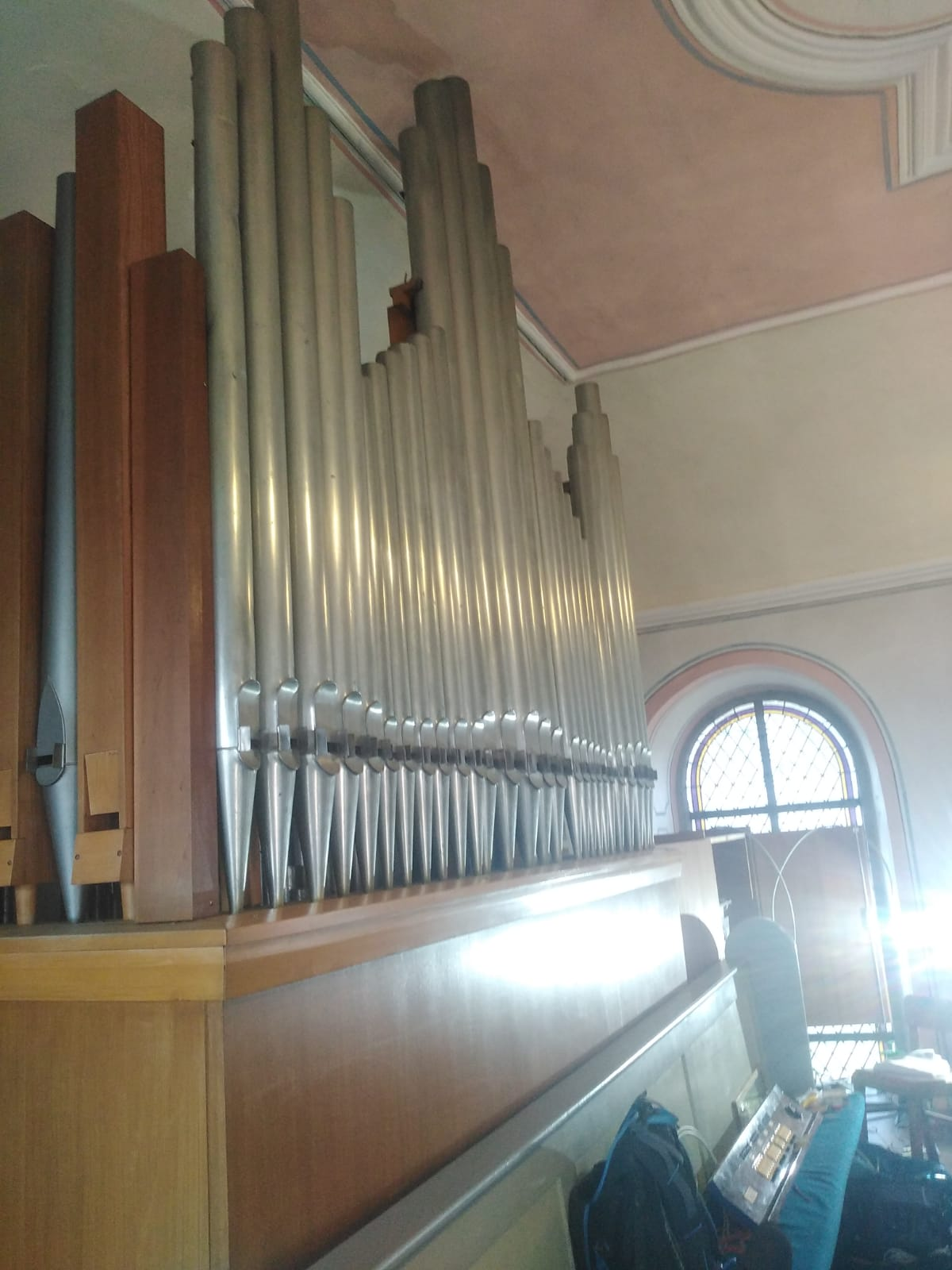
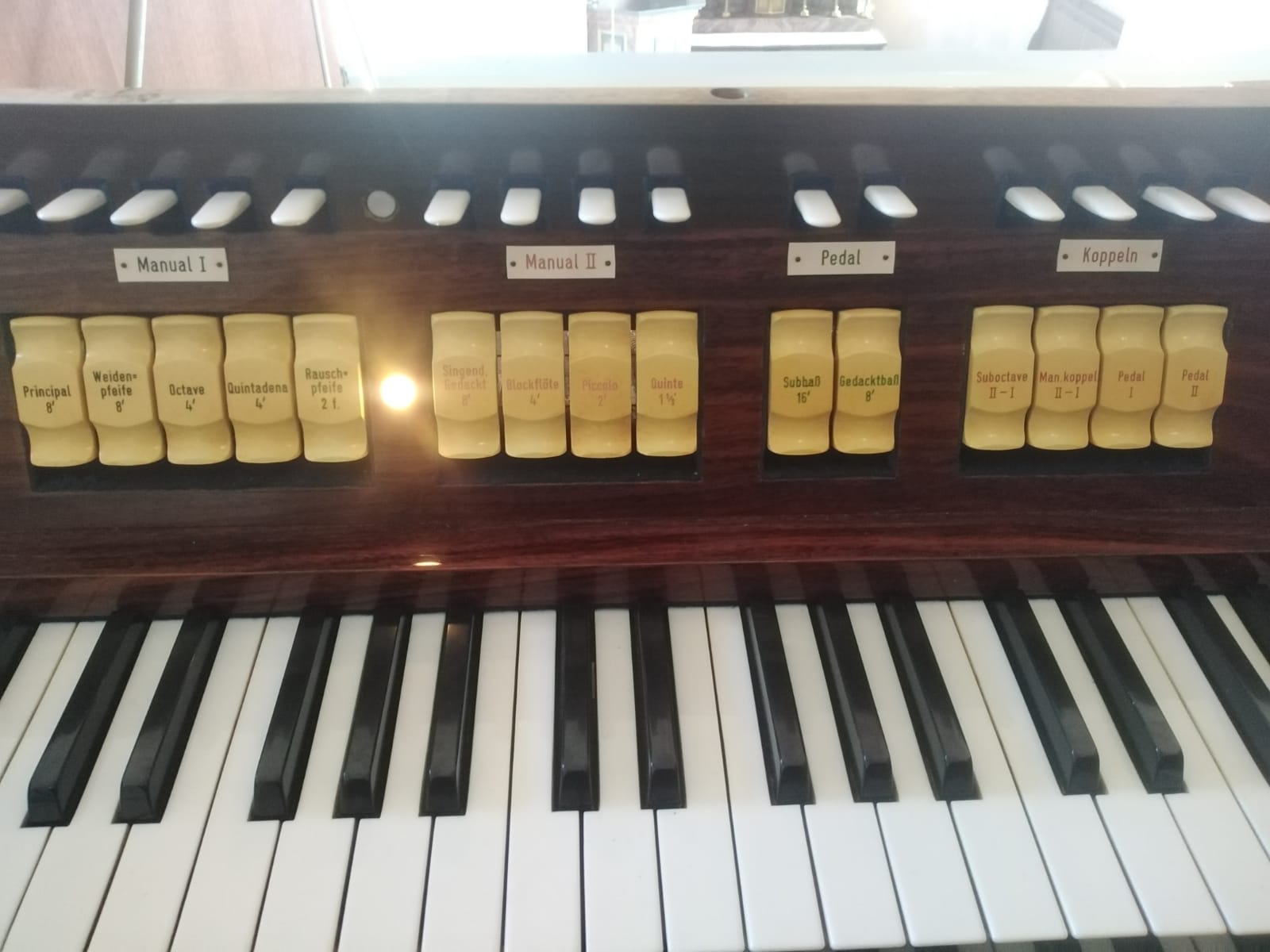
Orgel Spieltisch

## Glocken
Das Geläut besteht aus drei Glocken. Laut der Glocken Begutachtung durch Hubert Foersch stellt die Tonzusammenstellung ein Kuriosum dar. Die mittlere Glocke klingt durch Tonüberlagerung im Geläut verstimmt. Die große und kleine Glocke bilden aber ein „recht brauchbares“ Zweiergeläut. Die kleinste Glocke wurde bereits 1730 von dem Glockengießer Georg Christoph Roth aus Mainz gegossen. Die beiden anderen stammen von 1926, der Gießer ist nicht bekannt.
Geläutedisposition: h′+8 - e′′+1 - e′′+5
| Nr. | Name     | Masse (kg) | Ø (mm) | Schlagton (16tel) | Abklingdauer (Sec.) | Klangverlauf                       | Gussjahr | Glockengießer | Inschrift |
| 1   | Nikolaus | ca. 350    | 957    | h1 +8             | 44                  | wellig                             | 1926     | ?             | „ NICOLAUS MIHI NOMEN IN HONOREM CHRISTI REGIS. / CHRISTUS CUNCTA REGIT. PER MUNDUM SOLUS AMETUR.“ (Darunter hängender Fries aus Lilien) „1926“ |
| 2   | Maria    | ca. 160    | 714    | e2 +1             | 29                  | Schwirrend, vibrierend „verstimmt“ | 1926     | ?             | „MARIA VOCOR / IN HONOREM D. DEI PARAE 1926“ |
| 3   | ?        | ca. 160    | 628    | e2 +5             | 30                  | ruhig                              | 1730     | G. Ch. Roth   | „GEORG CHRISTOPH ROTH IN MAINTZ GOSS MICH“ |